# Johann Daniel Arcularius

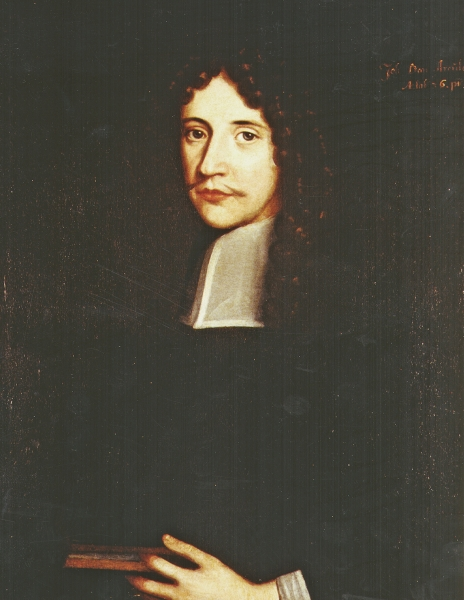
Johann Daniel Arcularius in der Gießener Professorengalerie

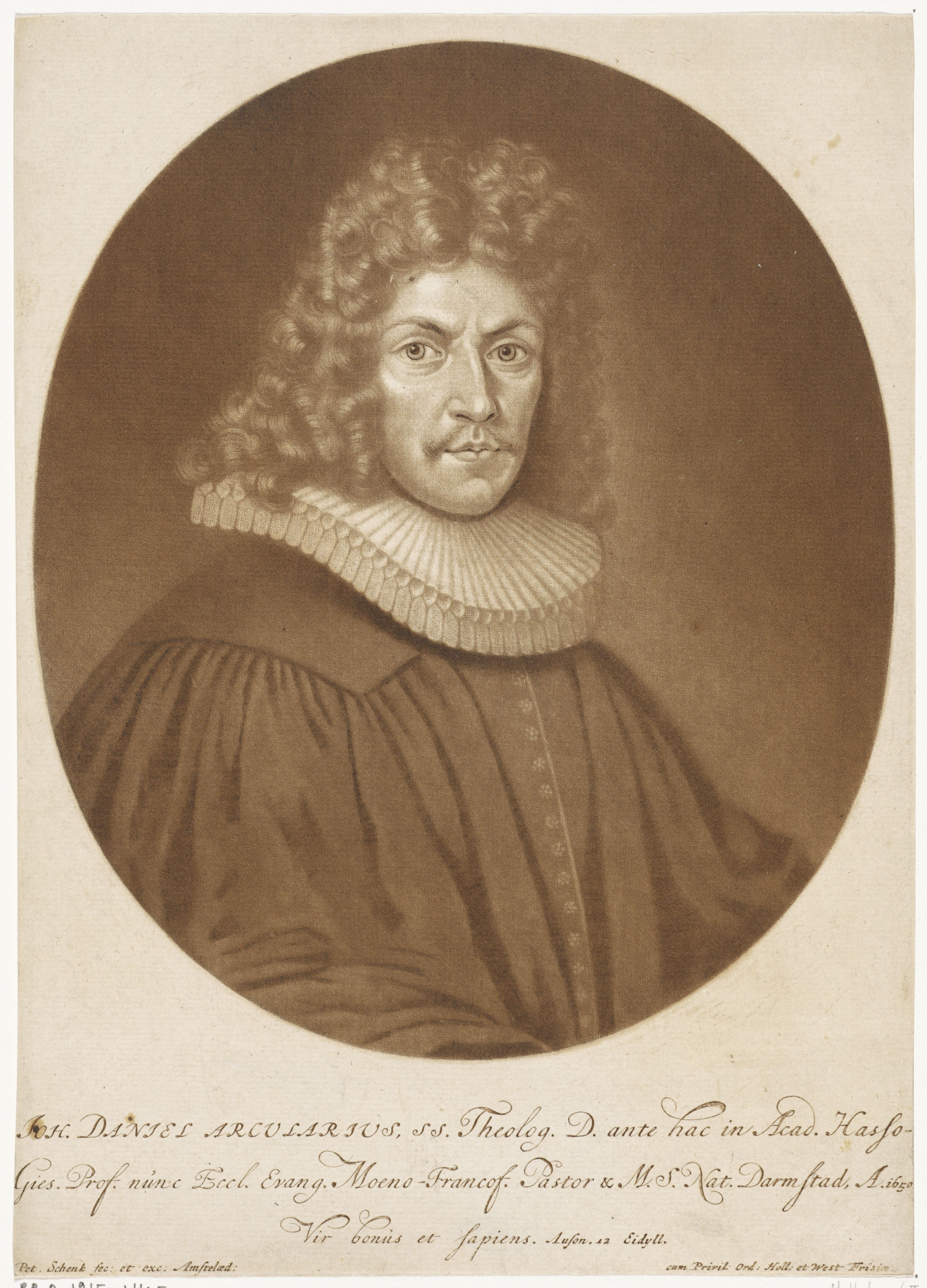
Johann Daniel Arcularius

Johann Daniel Arcularius (* 3. März 1650 in Darmstadt; † 31. Dezember 1710 in Frankfurt am Main) war ein deutscher Logiker und lutherischer Theologe.

## Leben
Der Sohn des Stadtprediger und Definitors in Darmstadt Bartholomäus Arcularius (14. Januar 1612 in Cleyburg/Nassau; † 30. März 1653 in Darmstadt) und dessen Frau Marie Judith, Tochter des Frankfurter Predigers und Seniors Johann Götze, stammte aus einem evangelischen Predigergeschlecht. Er hatte anfänglich die Schule und das Gymnasium in Darmstadt besucht. 1666 nahm er an der Universität Gießen ein Studium auf und erwarb 19. März 1670 den akademischen Grad eines Magisters der Philosophischen Wissenschaften. 1672 wurde er Erzieher der Prinzen Ludwig VII. und Friedrich von Hessen-Darmstadt.
Durch seine Beziehungen zum Fürstenhof gelangte er am 6. September 1676 an die ordentliche Professur der Logik und Metaphysik an der Gießener Hochschule. Am 26. Juni 1684 erwarb er das Lizentiat der Theologie und wurde außerordentlicher Professor an der theologischen Fakultät. Nachdem er sich auch als Prorektor der Alma Mater an den organisatorischen Aufgaben der Hochschule beteiligt hatte, ging er als Nachfolger von Philipp Jacob Spener als Pfarrer der Katharinenkirche und Senior des Predigerministeriums nach Frankfurt am Main. Um die dafür nötige Qualifikation zu erwerben, promovierte er am 9. September 1686 in Gießen zum Doktor der Theologie. In Frankfurt war Arcularius ein gemäßigter Vertreter der lutherischen Orthodoxie. Sein Nachfolger als Senior wurde Johann Georg Pritius.
Er hatte am 5. Februar 1678 Elisabeth Dorothea, die Tochter des Darmstädter Geheimrats und Kanzlers Johann Peter Melchior, geheiratet. Aus der Ehe sind drei Söhne und drei Töchter hervorgegangen. Von den Kindern kennt man:
- Lucretie Marie verheiratet mit dem Juristen, hessisch darmstädtischer Rats- und Kammergerichtsadvokaten Georg Andreas Geibel
- Christine Barbara verheiratet in erster Ehe mit dem französischen Pfarrer Friedrich Holzhausen, in zweiter Ehe mit dem Frankfurter Theologen Jakob Seelig
- Johann Peter († Juni 1703)

## Werkauswahl
- Diss. de independia. Gießen 1678
- Diss. Metaph. De Supposito. Gießen 1683
- Diss. inaug. De … peccaudi renatorum ex I. Joh. III 9. Gießen 1684
- Einigkeit im Geist. Frankfurt 1694
- Himmelsleiter.
- Ultima Arcularinana.